# Kompetence (pedagogika)
Pojem kompetence (z lat. slova competentia - pravomoc nebo způsobilost vykonávat určitou činnost) lze různě definovat, např. jako schopnost člověka využívat a rozvíjet své vědomosti, dovednosti, zkušenosti, postoje, hodnoty v různých životních situacích. Obdobně lze kompetence vymezit jako soubor „znalostí, schopností, způsobilostí či dispozic, které umožňují ovládnout určitou skupinu požadavků“. Tyto požadavky následně člověk využívá v každodenním soukromém i pracovním životě.

## Utváření kompetencí
Formování a rozvíjení kompetencí probíhá v procesu počátečního, dalšího i celoživotního vzdělávání. Tento proces zahrnuje také formální, neformální vzdělávání a informální učení. Celoživotní utváření kompetencí je zpracováno v projektu Národního pedagogického institutu České republiky, Klíče pro život, který byl realizovaný v letech 2009 až 2013 a také v navazujícím projektu K2 – Kvalita a konkurenceschopnost v neformálním vzdělávání.

## Druhy kompetencí
Existuje různé dělení kompetencí. Z hlediska kurikulárního, tedy všeobecně vzdělávacího se jedná o klíčové kompetence, které jsou součástí rámcově vzdělávacích programů škol a tvoří profil absolventa. Nebo z hlediska profesního, které vychází z Národní soustavy kvalifikací a představují kompetence pro jednotlivé pracovní pozice. V projektu Klíče pro život jsou kompetence děleny do následujících skupin.

#### Obecné kompetence
Měkké kompetence (měkké dovednosti): důležité pro úspěch v životě i v práci (např. pohotovost, přesnost, pečlivost, týmová spolupráce, výkonnost, srozumitelnost, přesvědčivost, praktičnost, samostatnost, efektivní komunikace apod.)
Odborné kompetence obecné: založené na určitém znalostním základu, široce přenositelné (např. znalost cizích jazyků, dovednost využívat PC nebo řídit auto, základní právní a ekonomické povědomí apod.)

#### Odborné kompetence specifické
Představují schopnost aplikovat znalosti v praxi, tzn. jsou specifické pro konkrétní povolání (např. znalost hudebního názvosloví a dovednost hrát na hudební nástroj - učitel hudební výchovy apod.)
Odborné kompetence v sobě zahrnují dvě složky: dovednostní (činnostní) a vědomostní (znalostní). Kompetence vznikají vzájemným spojením těchto složek.
Nádledující schematický model kompetencí uvádí Národní pedagogický institut České republiky:
| Kompetence | Měkké kompetence   | Měkké kompetence              | Měkké kompetence                         | Obecné kompetence                        |
| Kompetence | Odborné kompetence | Odborné kompetence obecné     | Odborné kompetence obecné                | Obecné kompetence                        |
| Kompetence | Odborné kompetence | Odborné kompetence specifické | Dovednosti (činnostní složka kompetencí) | Dovednosti (činnostní složka kompetencí) |
| Kompetence | Odborné kompetence | Odborné kompetence specifické | Vědomosti (znalostní složka kompetencí)  |                                          |

Podle dokumentů, které vytvořila Evropská komise, jsou kompetence konkretizovány ve dvou skupinách:
a) kompetence kurikulární (příbuzné předmětům, obsažené v RVP)
b)  kompetence kros-kurikulární (nadpředmětové)
Kompetence kros-kurikulární lze představit jako následující schopnosti:
1. komunikace v mateřském jazyce,
2. komunikace v cizích jazycích,
3. matematické schopnosti a základní schopnosti v oblasti vědy a technologií,
4. schopnost práce s digitálními technologiemi,
5. schopnost učit se, tzn. nabývat vědomosti a dovednosti,
6. sociální a občanské schopnosti,
7. smysl pro iniciativu a podnikavost,
8. smysl pro kulturní povědomí a vyjádření.[10]

## Úrovně kompetencí
Pro zjišťování úrovně aktuálních kompetencí byl vytvořen systém hodnocení H2K (How 2 Know), který obsahuje pět modelů pro hodnocení úrovně profesních kompetencí. Míra úrovně kompetence narůstá vzestupně na škále 0 – 5:
- 0 - Nulová úroveň (nemá žádné znalosti ani dovednosti v dané oblasti)
- 1 - Výrazně podprůměrná úroveň (má obecné povědomí o dané oblasti/oboru nebo pouze dílčí praktické dovednosti získané praxí)
- 2 - Podprůměrná úroveň (má základní znalosti dané oblasti/oboru, některé tyto dílčí znalosti dokáže aplikovat v praxi)
- 3 - Průměrná úroveň (má průměrné teoretické znalosti a specializované praktické dovednosti postačující k dobrému pracovnímu výkonu)
- 4 - Optimální úroveň (má velmi dobré teoretické znalosti oboru, vysoce specializované praktické dovednosti a kompetence zkušeného pracovníka)
- 5 - Expertní úroveň (má rozsáhlé, v praxi aplikované, teoretické znalosti a dovednosti, které jsou na expertní úrovni, jeho kompetence jsou ovlivňovány trendy v daném oboru)[11][11][12]

Disponovat kompetencí znamená být schopen v určité oblasti úspěšně jednat. Pokud se nenaplňuje požadavek úspěšného jednání můžeme hovořit o tzv. „nekompetenci“.